# Il pifferaio
Il pifferaio (Le Fifre) è un dipinto a olio su tela (160×98 cm) del pittore francese Édouard Manet, realizzato nel 1866 e conservato al museo d'Orsay di Parigi.

## Storia
L'artista francese Édouard Manet, che sin dagli esordi nutriva una grande passione per la pittura spagnola del Seicento, si sarebbe recato in Spagna solo molto tardivamente, nel 1865. In visita al museo del Prado, a Madrid, fu letteralmente folgorato dal ritratto di Pablo de Valladolid di Diego Velázquez, a tal punto che, vibrante di commozione, all'amico Fantin-Latour confidò:
Ritornato in patria, Manet decise di riproporre la lezione di Velázquez raffigurando stavolta un soggetto contemporaneo. L'opera fu inviata per il Salon del 1866: la critica, tuttavia, non aveva certo perdonato a Manet lo scandalo della Colazione sull'erba e dell'Olympia, e pertanto respinse il quadro. Particolarmente acerbe, furono le critiche di Mantz, voce della Gazette des Beaux-Arts, che denunciò la mancanza di ambientazione («niente terreno, niente aria, niente prospettiva») e l'ostentata bidimensionalità della figura («divertente esemplare di un immaginario ancora barbaro»).
Il pifferaio, tuttavia, fu energicamente difeso da Émile Zola, scrittore che - vedendovi un parallelo con la propria missione letteraria - affermò: «Su un fondo grigio e luminoso si staglia il piccolo musicista, in bassa tenuta, pantaloni rossi e bonnetto. Soffia nel suo strumento, si presenta di faccia [...] La semplificazione creata dall'occhio chiaro e giusto dell’artista, ha fatto della tela un’opera assolutamente delicata e ingenua; deliziosa fino alla grazia e reale fino all'asprezza [...] non credo sia possibile ottenere un effetto più potente con mezzi più semplici». L'opera (fu posseduta da Durand-Ruel, Jean-Baptiste Faure, Isaac de Camondo), dal 1986 è esposta al museo d'Orsay.

## Descrizione

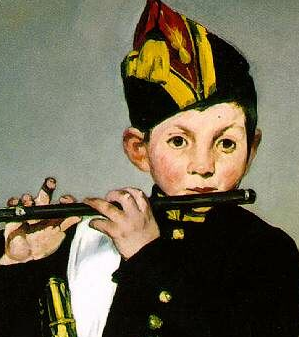
Dettaglio de Il pifferaio

Il pifferaio raffigura un semplice ed anonimo ragazzino di stanza con la Guardia Imperiale. Il modello gli fu procurato dall'amico comandante Lejosne, anche se alcuni critici hanno paventato l'ipotesi che si tratti di Léon-Édouard Koëlla, il bambino che Manet avrebbe generato insieme a Suzanne Leenhoff nel 1849: non disponiamo, tuttavia, di una documentazione adeguata a dimostrare questa teoria, e neanche la paternità del bimbo, pur presunta, è mai stata accertata.
Con Il pifferaio Manet non solo rinnova in modo radicale la gerarchia dei generi, conferendo a un soggetto di genere la stessa dignità di un ritratto ufficiale, bensì impiega anche uno stile audace e rivoluzionario. La figura infatti, è isolata su uno sfondo spoglio e privo di profondità, dove a malapena si riconoscono il piano verticale della parete e quello orizzontale del pavimento. Dal punto di vista cromatico Manet orchestra invece un accordo essenziale di colori uniformi e piatti, impostato sulla brillantezza del nero, addirittura nitido e luminoso (tipico dell'artista), sui rossi del pantalone, sull'uniformità del grigio dello sfondo, sulle guarnizioni nere e dorate e infine sulla densità dei bianchi, atti a sottolineare le pieghe della bandoliera e delle ghette. La tavolozza, in questo modo, è ridotta all'essenziale e crea un effetto di dirompente originalità.
Con questo dipinto Manet denuncia l'influenza non solo di Velázquez, al quale Il pifferaio è un esplicito omaggio, ma anche delle stampe giapponesi, che grazie all'intensificarsi degli scambi commerciali con l'Oriente iniziarono a godere di grande popolarità. Così come le stampe giapponesi, infatti, Il pifferaio presenta una stesura piatta, con una bidimensionalità che viene accentuata dalla spessa linea di contorno nera che circoscrive ogni forma, e impiega un disegno semplice e netto, privo di prospettiva e di modellazione data del chiaroscuro.